# Isirawa
L'isirawa est une langue papoue parlée dans la province de Papouasie en Indonésie.

## Classification
Malcolm Ross (2005) considère que l'isirawa est un isolat linguistique. Haspelmath, Hammarström, Forkel et Bank l'apparentent aux langues kwerba, suivant en cela la proposition de Clouse, Donohue et Ma (2002).

## Sources
- (en) Duane Clouse, Mark Donohue et Felix Ma, 2002, Survey Report of the North Coast of Irian Jaya, SIL International.
- (en) Malcolm Ross, 2005, Pronouns as a preliminary diagnostic for grouping Papuan languages, dans Andrew Pawley, Robert Attenborough, Robin Hide, Jack Golson (éditeurs) Papuan pasts: cultural, linguistic and biological histories of Papuan-speaking peoples, Canberra, Pacific Linguistics. pp. 15–66.